# Олена Стеткевич
Олена Богданівна Стеткевич (пом. 1664) — дружина гетьмана Війська Запорізького Івана Виговського.

## Життєпис

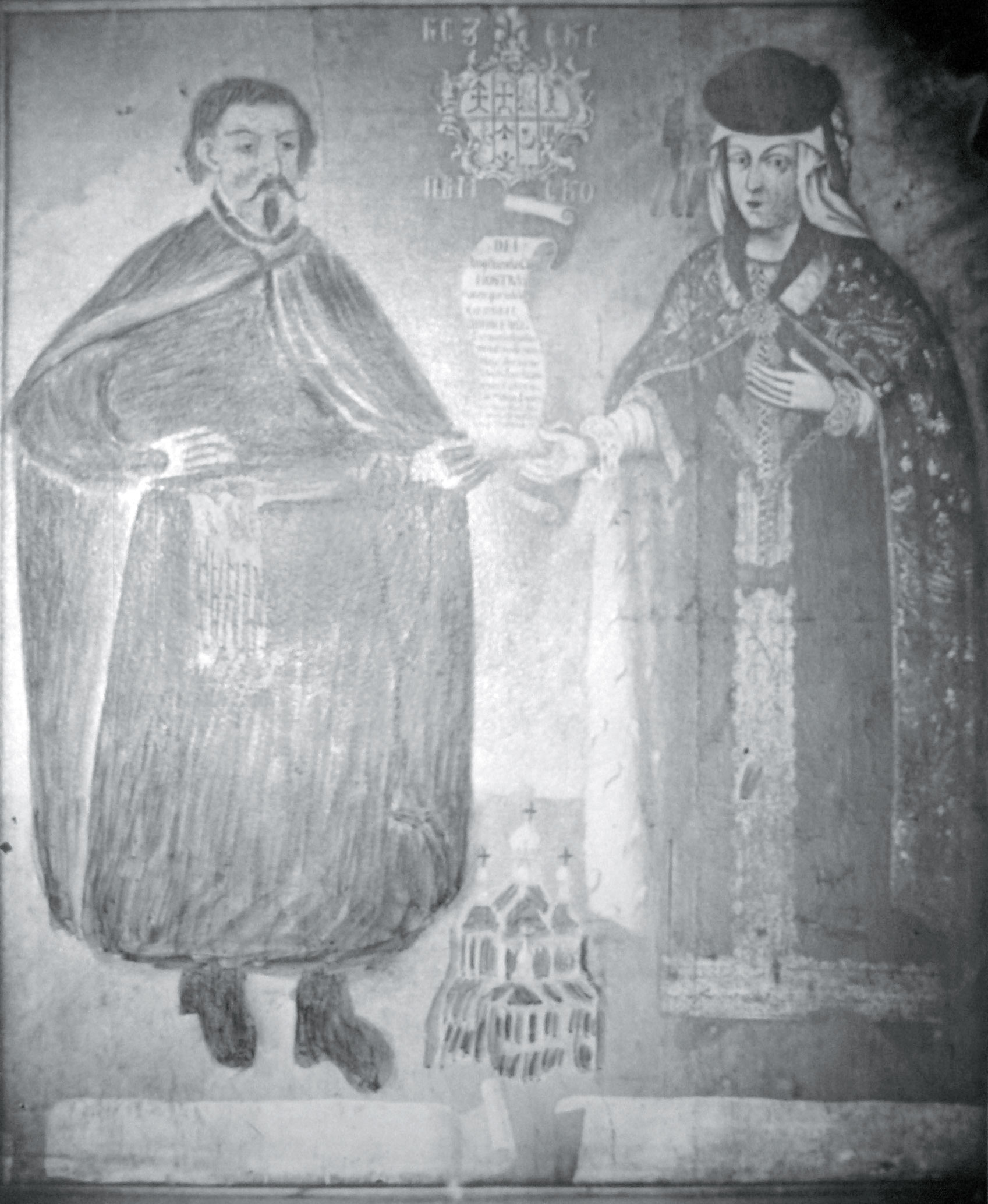
Батьки Олени Стеткевич

Походила зі впливового і заможного шляхетського роду Стеткевичів. Дочка Богдана Вільгельмовича Стеткевича, каштеляна новогрудського та мстиславльського, та княжни Олени Богданівни Соломирецької, представниці магнатського роду, що вів походження від Рюриковичів. Здобула гарну домашню освіту. Відома була своєю активністю у протидії вірним Руської унійної церкви.
У 1656 році вийшла заміж за Івана Виговського, тоді генерального писаря. Після обрання Івана гетьманом подружжя прибуло до Суботова, де Олена почала впроваджувати свої «аристократичні» порядки, що не завжди подобалось козацькій старшині. Так, саме вона заборонила п'яні бенкети, що були так популярні за часів Богдана Хмельницького. Козаки були невдоволені «панською» поведінкою дружини гетьмана.
Підтримувала дії Виговського під час протистояння з Московським царством і щодо укладання Гадяцького договору й реформування Речі Посполитої у державу трьох націй (народів). Після повалення чоловіка з гетьманства у 1659 році перебралася з ним на Правобережжя. Згодом брала участь у всіх його політичних планах, перебуваючи в Чигирині. Потім перебралася до Сміли, де у 1660 році потрапила в полон до Юрія Хмельницького. У жовтні того ж року виїхала до Бара.
Після вбивства Івана поляками та повстанцями у 1664 році Олена переїхала до містечка Руда біля Жидачева (нині — Львівська область), там нібито перепоховала великого гетьмана та написала у своєму заповіті, що хоче бути похованою разом із чоловіком, і через декілька місяців хвороби теж померла. На поминальні служби заповіла ігумену 1000 злотих, на поховання 3000 злотих, на притулки для бідних і жебраків 140 злотих із прибутків маєтності Руда. За рахунок маєтку поблизу Орші монастиреві було заповідано 500 злотих, 2800 злотих — жіночій прислузі і далеким родичам; 200 волоків землі відказано брату, підкоморію брацлавському.
Посаг у 12 000 злотих, коштовності та інше домашнє майно розподілено між найближчими родичами. Єпископу львівському Афанасію Желиборському за його послуги Олена заповіла французьку карету, виїзд і ридван.
Після її смерті там залишився мешкати їхній син, після чого маєтність Руда ще понад 100 років належала Виговським.

## Родина
- Чоловік — Іван Виговський (бл. 1608—1664).
- Діти — Остап-Остафій (1657—???).